# Hotel Sacher

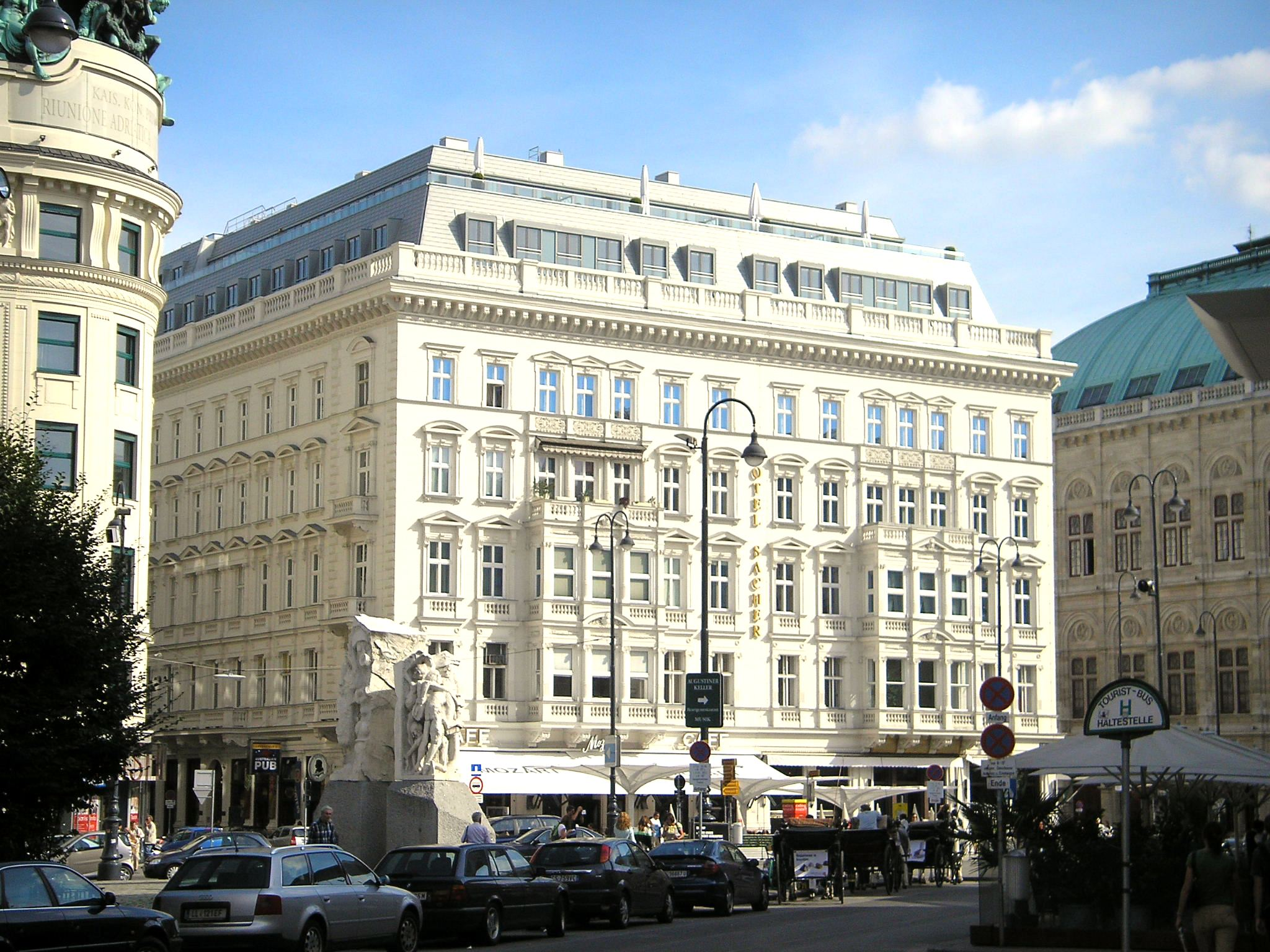
Das Hotel Sacher vom Albertinaplatz aus gesehen

Das Hotel Sacher Wien befindet sich im 1. Wiener Gemeindebezirk Innere Stadt hinter der Wiener Staatsoper. Bekannte Spezialität des Hauses ist die Original Sacher-Torte. Das Hotel ist Mitglied der Leading Hotels of the World.

## Geschichte

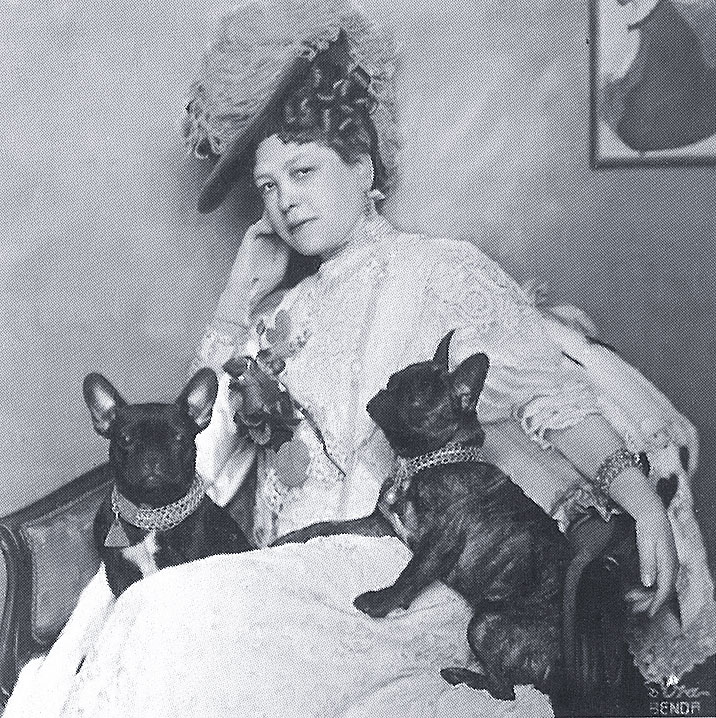
Anna Sacher

Auf dem Grundstück des abgerissenen Kärntnertortheaters, direkt gegenüber der neu eröffneten k.u.k. Hofoper, wurde eine Maison meublée errichtet. Der Gastronom Eduard Sacher erwarb das einem Renaissance-Palast nachempfundene Haus und eröffnete 1876 das Hôtel de l’Opéra mit Restaurant. Der Sohn von Franz Sacher, dem Erfinder der Sachertorte, hatte sich bereits als Gastronom einen Namen gemacht und benannte das Haus schnell in Hotel Sacher um.
Er heiratete 1880 die 21-jährige Anna Fuchs, die fortan im Hotel mitarbeitete und schnell die Geschäfte übernahm, da sich der Gesundheitszustand ihres Mannes verschlechterte. 1892 starb Eduard, und Anna Sacher führte nun das Hotel als sogenannten Witwenbetrieb. Die nach damaligen Verhältnissen äußerst emanzipierte Frau, die stets mit Zigarre und ihren geliebten Französischen Bulldoggen (in Wien: „Sacher-Bullys“) anzutreffen war, führte den Betrieb mit Strenge, aber auch mit Güte. So unterhielt sie bereits damals eine Betriebskrankenkasse für ihre Angestellten.
Von Anfang an zählte das Sacher zu den besten Adressen in der Stadt und wurde 1871 für den Wein- und Delikatessenhandel zum k.u.k. Hoflieferant ernannt. Dieses Privileg wurde nach dem Tod von Eduard Sacher seiner Witwe Anna noch einmal verliehen. Vor der Oper genoss man die exquisite Küche, man traf sich in den legendären Séparées, und auch hochrangige Vertreter aus der Politik nutzten das stets diskrete Haus für Besprechungen. Das exklusive Hotel war bereits eine gesellschaftliche Institution. Doch gingen auch die wirtschaftlich schwierigen Jahre nach dem Ersten Weltkrieg nicht spurlos an dem Haus vorüber.
Kurz vor ihrem Tod im Jahr 1930 zog sich Anna Sacher aus der Führung zurück. Erst nach ihrem Tod wurde bekannt, dass das Hotel hoch verschuldet und von dem einstigen Vermögen nicht viel übrig war. 1934 kam es schließlich zum Konkurs.
Der Anwalt Hans Gürtler, seine Frau Poldi und das Hotelierehepaar Josef und Anna Siller erwarben das mittlerweile heruntergekommene Haus und sanierten es umfangreich: Von der Heizungsanlage über die Elektrik und fließendem Kalt- und Warmwasser in allen Zimmern wurde alles den modernen Bedürfnissen angepasst. Von nun an sollte das verdiente Geld stets zurück in das Haus fließen. Erstmals wurde auch die Sachertorte nicht nur in den eigenen Räumen zum Verzehr angeboten, sondern auch an der Straße verkauft.
Das Haus wurde zunehmend wieder zum Treffpunkt für die Gesellschaft. Doch der Anschluss Österreichs an Hitler-Deutschland 1938 setzte dem ein jähes Ende. Hakenkreuzfahnen wehten nun vor dem Hotel. Während des Zweiten Weltkriegs blieb das Haus aber weitgehend von Beschädigungen verschont. Direkt nach der Befreiung Wiens war es von sowjetischen Soldaten besetzt, der Wiener erste Bezirk wurde aber bald von den Alliierten gemeinsam verwaltet, und so geriet das Hotel sechs Jahre lang in britische Hände.
Im Jahr 1951 erhielten die Familien Siller und Gürtler ihren Besitz zurück. Josef Siller war bereits 1949 gestorben. Wiederum musste das Hotel umfangreich saniert werden. So entstanden neue gastronomische Lokalitäten im Sacher. Hans Gürtler legte auch den Grundstock für die Kunstsammlung des 19. Jahrhunderts. 1962 starb Anna Siller, und das Hotel ging gänzlich in den Besitz der Familie Gürtler über. Im Jahr 1967 erhielt das Unternehmen die Staatliche Auszeichnung und darf seither das Bundeswappen im Geschäftsverkehr verwenden. Der Sohn Rolf Gürtler übernahm 1970 die Geschäfte, kam aber kurz darauf bei einem Unfall ums Leben, worauf ihm sein Sohn Peter Gürtler nachfolgte. Dieser übernahm 1989 auch das Hotel Österreichischer Hof in Salzburg. Dieses wurde später in Hotel Sacher Salzburg umbenannt. Seit seinem Tod 1990 führte seine von ihm 1983 geschiedene Frau Elisabeth Gürtler-Mauthner mit ihrer Tochter Alexandra das Familienunternehmen. 2006 wurde das Gebäude, das sich in seiner Bausubstanz aus insgesamt sechs Stadthäusern zusammensetzt, unter der Leitung des Architekturbüros Frank & Partner thermisch generalsaniert, und der Dachausbau, in dem ein Spa-Bereich untergebracht wurde, mit einem auffallenden hellen Aluminiumdach versehen. 2015 übergab Elisabeth Gürtler die Leitung an ihre Kinder Georg Gürtler und Alexandra Winkler.

## Angebot

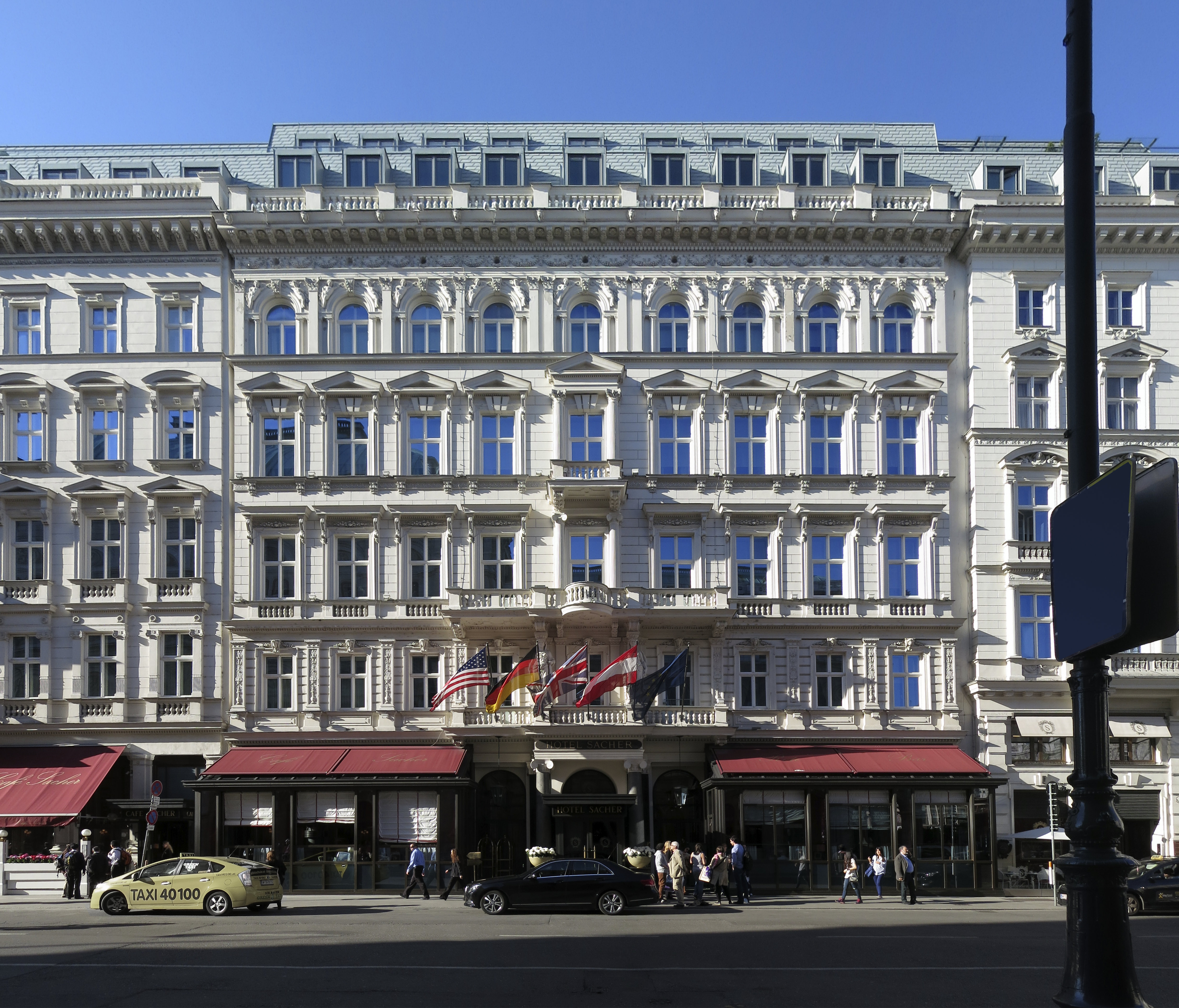
Der Eingang zum Café von der Oper aus gesehen

Als Mitglied des Hotellerieverbands The Leading Hotels of the World, das eine Qualitätskontrolle im Fünfsternehotellerie-Sektor sicherstellt, gehört das Hotel Sacher zu den besten Adressen Österreichs. Seit dem Ausbau 2006 erfüllt es auch die Kriterien eines Leading Spa.
Im Haus befinden sich die Restaurants Grüne Bar, die Rote Bar, die Blaue Bar, die Confiserie, das Café Sacher, das Café Bel Étage und der Salon Sacher. Das Café Sacher wurde 2004 mit der Goldenen Kaffeebohne von Jacobs ausgezeichnet.

Ebenfalls im Gebäude, aber nicht als ein Teil des Hotels, befindet sich der ehemalige k.u.k. Hof- und Kammerlieferant Wilhelm Jungmann & Neffe.
Seit 1999 wird die Original Sacher-Torte in einer eigenen Produktionsstelle in Wien-Simmering hergestellt, von wo sie auch in die ganze Welt exportiert wird. Nach einem jahrelangen Rechtsstreit mit der k.u.k Zuckerbäckerei Demel darf sich nur das Dessert aus dem Hause Sacher mit dem Prädikat „Original“ schmücken.
Die Sachertorte wird von vielen Kaffeehäusern, Bäckereien und Konditoreien imitiert.

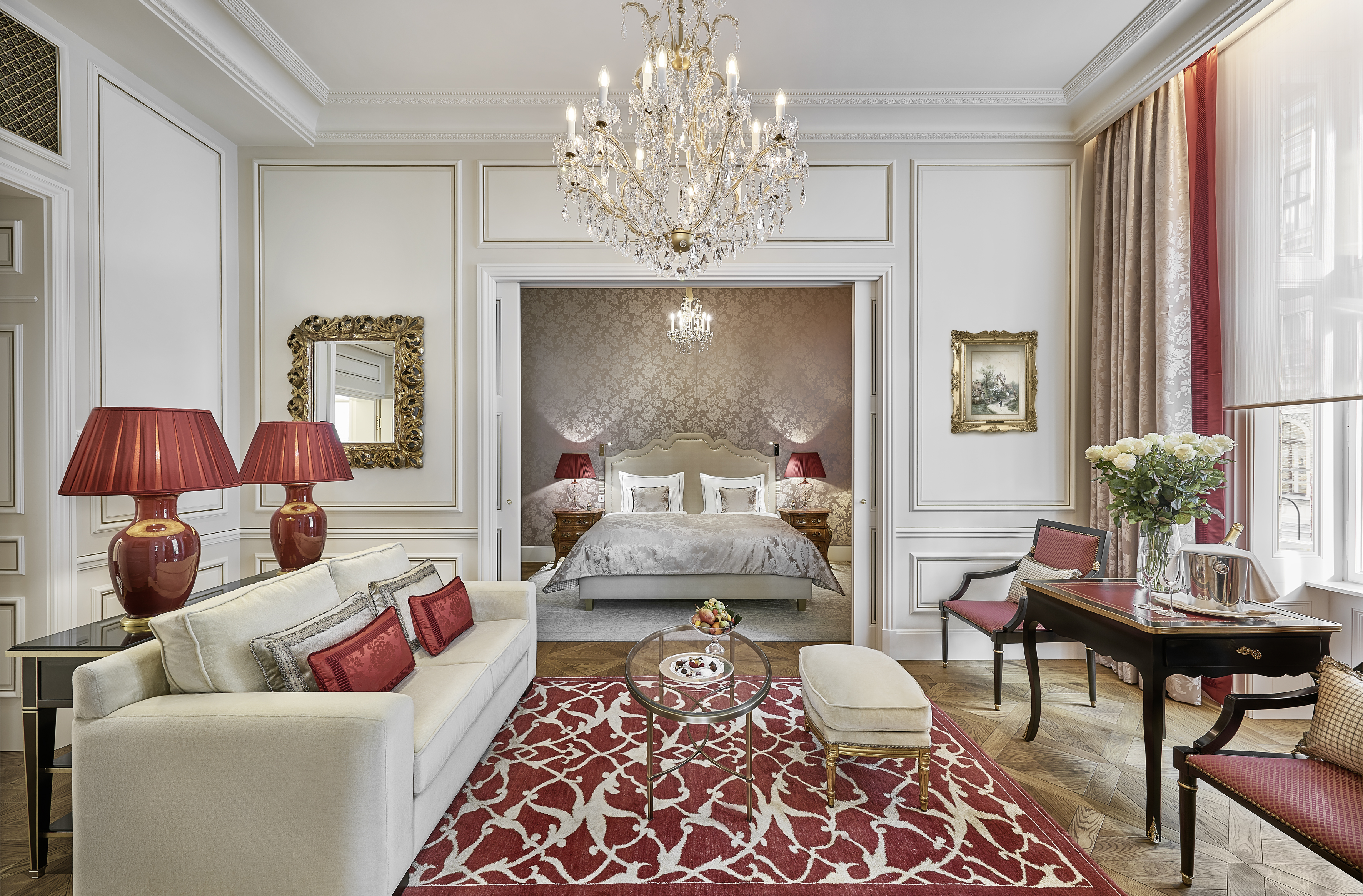
Die Wiener-Philharmoniker-Suite
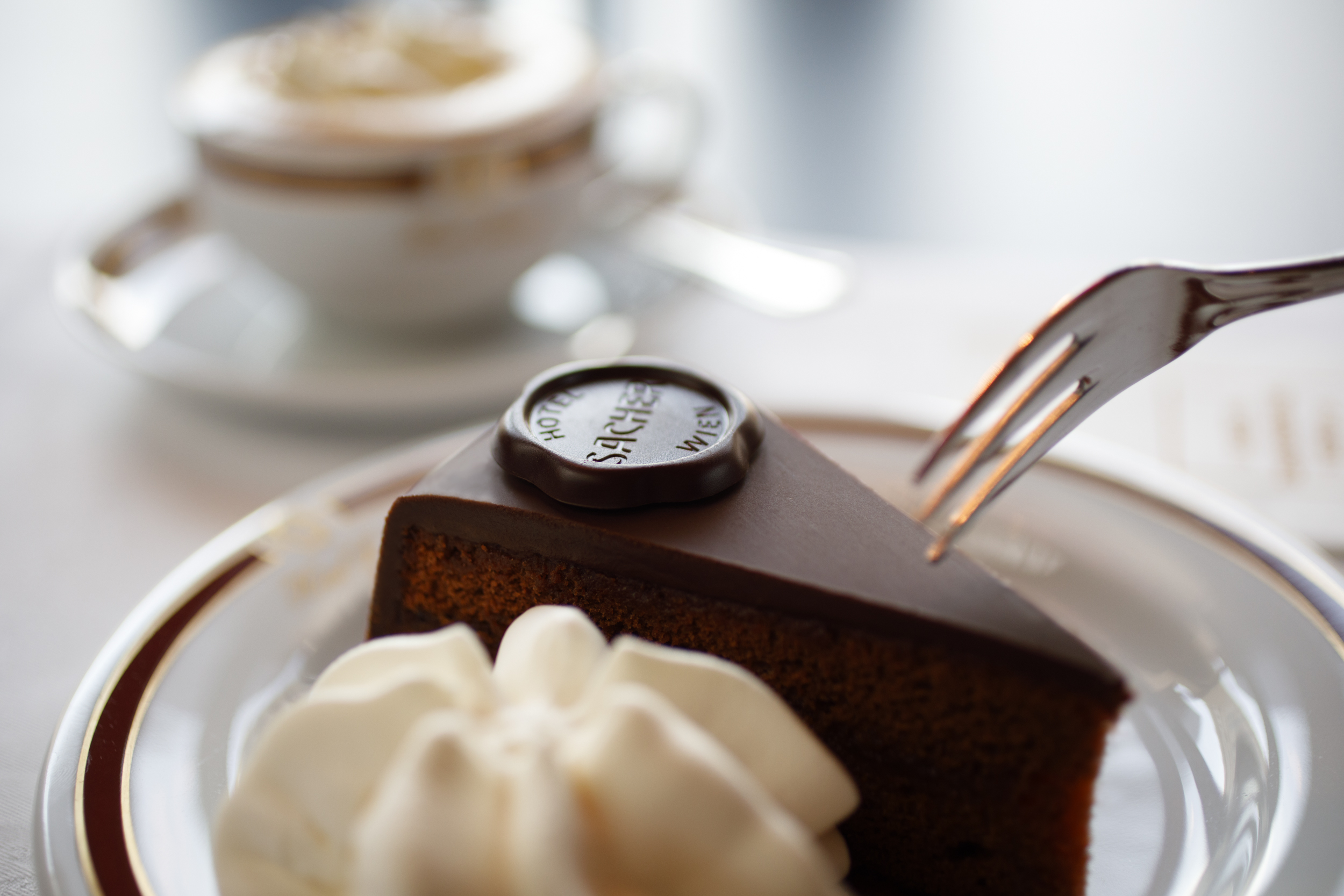
Die Sacher-Torte

## Bekannte Gäste

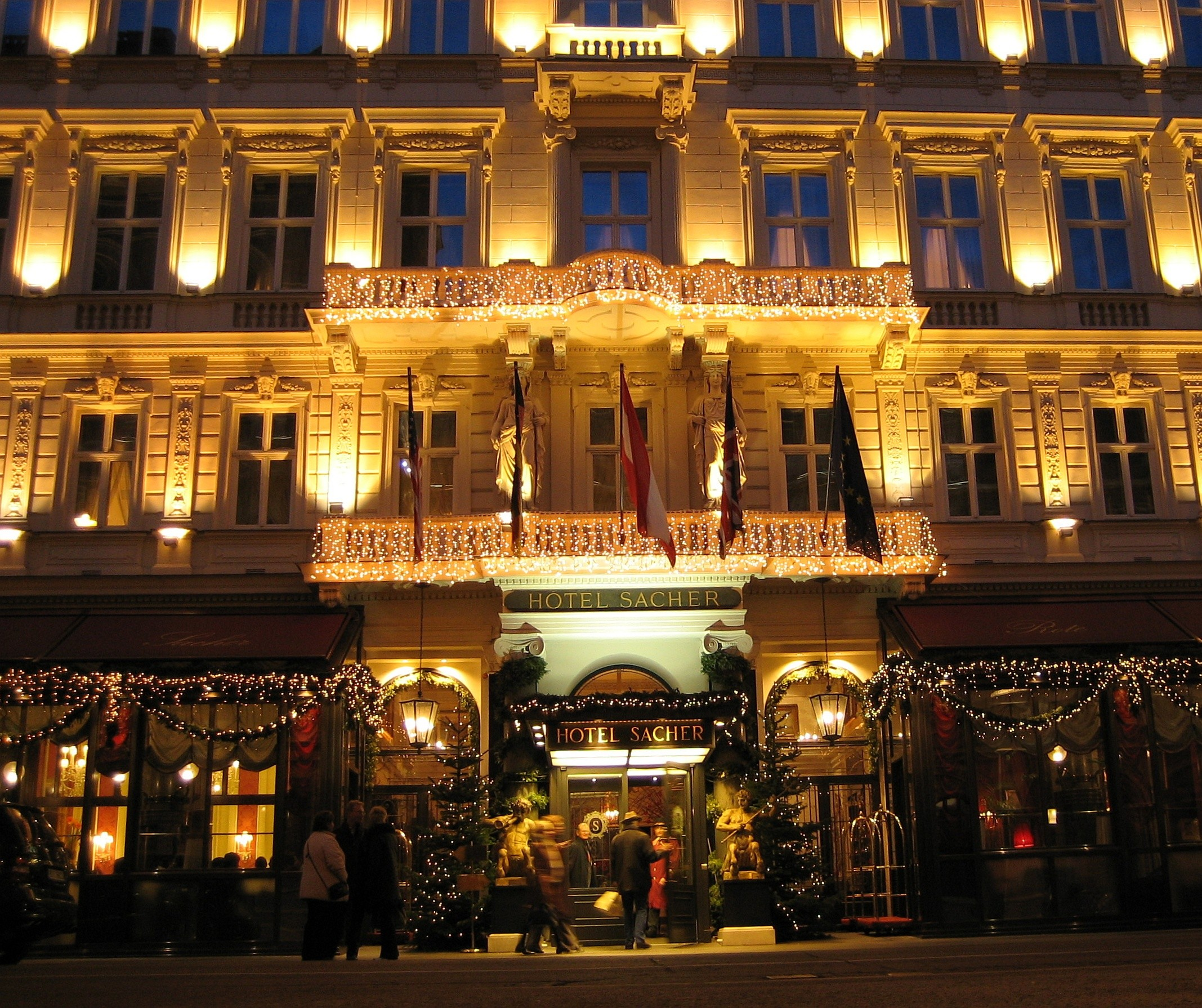
Haupteingang des Hotels am Abend

Das Haus in der Philharmonikerstraße zählte im Laufe seiner Geschichte zahlreiche bekannte Gäste. Anna Sacher hatte in ihrem Boudoir eine Fotogalerie ihrer Gäste. Die Unterschriften stickte sie auf einem Tischtuch nach, in der Mitte die Kaiser Franz Josephs.
Gekrönte Häupter, Staatsleute, Diplomaten und Politiker logierten im Sacher: Edward VIII., Wallis Simpson, Elisabeth II., Prinz Philip, Fürst Rainier, Gracia Patricia, John F. Kennedy, Kofi Annan und viele mehr.
Durch die unmittelbare Nähe des Opernhauses gehörten auch viele Künstler zu den Gästen: Herbert von Karajan, Leonard Bernstein, Leo Slezak, Plácido Domingo, José Carreras und Rudolf Nurejew. Der Musikkritiker Marcel Prawy wohnte bis zu seinem Tod 2003 sogar als Dauergast im Sacher.
Gustav Mahler, der von 1897 bis 1907 Hofoperndirektor war, konnte gar nicht anders, als im Sacher zu dinieren – das Restaurant
des Hotels galt nicht nur als verlängerter Speisesaal der kaiserlichen Hoftafel, sondern auch als Kantine der Oper.
Graham Greene erhielt hier die Idee zum Drehbuch des Films Der dritte Mann. Ein britischer Offizier erzählte ihm von den unterirdischen Gängen Wiens, worauf Greene sofort in der Bar die ersten Ideen aufschrieb.
Auch aus der Theater und Filmwelt logierten viele Künstler im Wiener Sacher, beispielsweise Romy Schneider. Ihre Rolle in den Sissi-Filmen verdankte sie ihrer Ähnlichkeit mit der Büste der Kaiserin Elisabeth, die im Hotel steht und dem Regisseur Ernst Marischka aufgefallen war. Während der Dreharbeiten wohnte sie mit ihrer Mutter Magda Schneider im Sacher; Nicolas Cage und Curd Jürgens (laut Zeitungsberichten fand auch das Epulum funebre, nach seiner Beerdigung am 22. Juni 1982 um 21 Uhr am Wiener Zentralfriedhof, im Sacher statt); sowie viele andere Schauspielerinnen und Schauspieler.
Zu einer ungewöhnlichen Pressekonferenz luden im April 1969 John Lennon und Yoko Ono ins Sacher. Sie hielten eine ihrer legendären „Bagism“-Aktionen in ihrem Hotelzimmer vor Pressevertretern (darunter André Heller, der für die Ö3-Musicbox berichtete) ab, um ihre Vorstellungen vom Weltfrieden kundzutun.
Traditionsgemäß sind alle Suiten des Hauses nach Opern und Komponisten benannt (z. B. La Traviata, Carmen, Idomeneo, Die Zauberflöte, Madame Butterfly, Nabucco, Rigoletto, Leonard Bernstein etc.). Die neuen Suiten im Dachgeschoß des Hauses tragen die Namen von zeitgenössischen Opern, beispielsweise Lulu und Billy Budd.

## Hotel Sacher im Film und auf der Bühne
Das Hotel Sacher ist in zahlreichen Filmen und Bühnenstücken verewigt worden.
- Hotel Sacher, Spielfilm von 1939.
- Im deutschsprachigen Raum wurde das Hotel auch durch die Fernsehserie Hallo – Hotel Sacher … Portier! mit Fritz Eckhardt populär.
- Das Sacher, Untertitel In bester Gesellschaft beziehungsweise Geschichte einer Verführung, Fernsehfilm von Robert Dornhelm; Ursula Strauss als Anna Sacher, aus dem Jahr 2016
- Dokumentationsfilm Die Königin von Wien – Anna Sacher und ihr Hotel von Beate Thalberg aus dem Jahr 2016
- Erika Hanka schuf unter dem Titel Hotel Sacher ein Ballett in sechs Bildern nach der Musik von Joseph Hellmesberger junior und Max Schönherr. Die Uraufführung erfolgte am 10. Mai 1957 an der Staatsoper Wien.[8]
- Im Prater blüh’n wieder die Bäume, Spielfilm von 1958[9]
- Der dritte Mann, Spielfilm von 1949
- Sachertorte, Spielfilm von 2022
- Legendäre Hotels. Geschichte, Glanz und Gloria. ZDF-Dokumentation 2023, Sendung vom 3. Dezember 2023, 45 Min.